# Juan Ernesto de Sajonia-Coburgo
Juan Ernesto (en alemán: Johann Ernst; 10 de mayo de 1521- 8 de febrero de 1553) fue un duque de Sajonia-Coburgo y miembro de la Casa de Wettin. 

## Primeros años de vida
Juan Ernesto nació en Coburgo como el tercer hijo (pero el segundo sobreviviente y el más joven) de Juan de Sajonia, y su segunda esposa, la princesa Margarita de Anhalt-Köthen.

## Biografía
Tras la muerte de su padre (1532), su medio hermano, Juan Federico I, se convirtió en elector de Sajonia. Durante los primeros diez años, Juan Federico compartió el gobierno (pero no la dignidad electoral) con Juan Ernesto. En 1542, Juan Federico I decidió gobernar solo y cedió las áreas de Franconia de las tierras de la familia Wettin (Coburgo y Eisfeld) a Juan Ernesto. Sin embargo, no fue hasta la Batalla de Mühlberg en 1547, en la que el hermano mayor fue capturado por el emperador Carlos V, que Juan Ernesto pudo gobernar sin problemas en Coburgo.

## Vida personal
Juan Ernesto se casó con Catalina de Brunswick-Grubenhagen, hija de Felipe I de Brunswick-Grubenhagen, pero el matrimonio no tuvo hijos. Tras su muerte en Coburgo, la ciudad pasó a manos de Juan Federico, liberado de la detención imperial, durante unos meses, y luego de sus tres hijos, que gobernaron juntos las tierras ernestinas desde 1554 durante algunos años. Su viuda se casó más tarde con Felipe II de Schwarzburgo-Leutenberg.